# (8623) 1981 EQ9
(8623) 1981 EQ9 — астероїд головного поясу, відкритий 1 березня 1981 року.
Тіссеранів параметр щодо Юпітера — 3,194.